# Neckarbrücke (Stuttgart 21)
Die Neckarbrücke ist eine im Zuge des Projekts Stuttgart 21 errichtete Eisenbahnbrücke zwischen dem Hauptbahnhof Stuttgart und dem Bahnhof Stuttgart-Bad Cannstatt, die die bestehende viergleisige Rosensteinbrücke, die südlich des neuen Bauwerks steht, ersetzen soll.

## Verlauf
Das Bauwerk überbrückt den Neckar, die Schönestraße, die Neckartalstraße (Bundesstraße 10) und eine von der U14 genutzte Strecke der Stuttgarter Stadtbahn mit acht Feldern (Durchlaufträger).
Auf dem Bauwerk sollen S-Bahn und Fernbahn gemeinsam parallel mit insgesamt vier Gleisen geführt werden. Die S-Bahn soll auf dem nördlichen Brückenteil mit einer Entwurfsgeschwindigkeit von 80 km/h verkehren, die Fernbahn auf dem südlichen.
Auf der Seite des Rosensteinparks werden die Gleise auf zwei getrennten, je zweigleisigen Überbauten liegen, bevor sie anschließend in die je zweigleisigen Röhren des neuen Rosensteintunnels und des Tunnels Bad Cannstatt übergehen.
Aufgrund beengter räumlicher Verhältnisse soll am östlichen Widerlager eine Überleitstelle zwischen den durchgehenden Fernbahngleisen angeordnet werden.

## Geschichte

### Planung
Die Brücke wurde durch das Stuttgarter Ingenieurbüro Schlaich Bergermann und Partner entworfen. Das Büro ging mit seinem Modell von 1998 aus einem Ideenwettbewerb hervor, zu dem vier Stuttgarter Ingenieurbüros eingeladen worden waren. Nachdem zunächst ein Pfeiler im Neckar vorgesehen war, wurde auf diesen im weiteren Planungsprozess verzichtet. Die Brücke ist Teil des Planfeststellungsabschnitts 1.5 des Projekts Stuttgart 21, für den der Planfeststellungsbeschluss am 29. Mai 2008 vorlag.
Für das Bauwerk wurde der für die Bundesgartenschau 1977 errichtete Holzsteg über den Neckar abgerissen, während der etwa vierjährigen Bauzeit gab es für den Steg keinen Ersatz. Als Ausweichmöglichkeiten wurden die Rosenstein- und die König-Karls-Brücke genannt.  Mitte Juli 2013 demonstrierten einige hundert Menschen gegen den Abriss des Holzstegs, im Juni 2016 begannen die Abrissarbeiten. Der neue Rad- und Fußweg verläuft unterhalb der neuen Eisenbahnbrücke hängend.
Nach Erkundungsbohrungen im Januar 2013 sollten zwei Pfeiler um bis zu drei Meter verschoben werden.
Durch eine leichtere Fundamentierung wurde das Gewicht der Brücke von 10.000 auf 7.000 t reduziert.
Die Planung und Realisierung der Brücke erfolgt mit Building Information Modeling.

### Ausschreibung und Vergabe
Anfang April 2014 schrieb die Deutsche Bahn den Bau der Brücke europaweit aus. Der zu vergebende Bauauftrag sollte vom 1. Februar 2015 bis 31. Dezember 2018 laufen. Die geschätzten Kosten der Brücke standen zunächst unter Verschluss (Stand: Februar 2015). Im November 2015 vergab die Bahn den Bauauftrag für rund 35 Millionen Euro an das Unternehmen Max Bögl. Die Baukosten wurden im Oktober 2017 mit 40 Millionen Euro veranschlagt.

### Bau
Nach dem Planungsstand von Mitte 2013 sollten die Bauarbeiten im November 2014 beginnen. Der für September 2015 geplante Baubeginn wurde nach Angaben von Juli 2015 verschoben. Zwar sei laut Angaben der Deutschen Bahn die Vergabe weiterhin für das zweite Halbjahr 2015 vorgesehen, eine erhebliche Änderung der Pläne erfordere jedoch eine Genehmigung des Eisenbahn-Bundesamtes. Dabei solle auf eine Stützenreihe verzichtet und eine Reihe am Ufer weiter vom Fluss abgerückt werden. Dadurch könne auf einen Bau unter Druckluft verzichtet und eine übliche Pfahlgründung erfolgen. Insgesamt sind nunmehr 19 Stützen vorgesehen.
Die Brücke sollte im Taktschiebeverfahren in 15 Takten in Richtung Seilerwasen vorgeschoben werden. Dabei werden Brückenteile angeliefert, vor Ort verschweißt und mit einem Rostschutz versehen. Die Endstücke an beiden Ufern sollten direkt eingehoben werden.
Am 14. August 2017 wurde der erste Takt von nunmehr 12 Takten eingeschoben. Anfang 2018 hatte der Vorschubschnabel die Mittelmole erreicht. Im März 2018 waren sechs von zwölf Takten eingeschoben. Am 17. Mai 2018 erfolgte der neunte Vorschub, mit dem der Vorschubschnabel das südliche Neckarufer erreichte. Mit jedem Takt wurde das Bauwerk um 15 bis 25 m vorgeschoben. Der zwölfte und letzte Vorschub von 15 m Länge erfolgte am 7. August 2018. Insgesamt wurden 213 m vorgeschoben.
Bis zu 15 Arbeiter waren mit dem Zusammenbau der aus 30.000 Einzelteilen bestehenden Brücke beschäftigt. Die Brückenteile wurden in Neumarkt in der Oberpfalz gefertigt, die großen Brückenteile nachts an die Baustelle geliefert.
Noch 2018 sollte die Stahlmontage für den Rohbau sowie der Bau der Widerlager abgeschlossen werden und der Bau der Vorlandbrücken beginnen. Die Rohbaufertigstellung war für Ende 2019 geplant. Bis Ende 2019 sollte die Betonage der Fahrbahnplatte abgeschlossen werden. Ab Anfang 2022 soll die Feste Fahrbahn auf der Brücke entstehen.
Im Sommer 2019 sollte mit dem Bau eines ein 4,5 m breiten Stegs für Fußgänger und Radfahrer begonnen werden, der unterhalb des Bauwerks eingehängt ist. Mitte 2019 war die Eröffnung in der ersten Jahreshälfte 2020 vorgesehen, der Steg konnte jedoch erst am 20. April 2021 eingeweiht werden.
Am 30. März 2022 fuhr erstmals ein Zug über die Brücke, beladen mit Schienen für den anschließenden Tunnel.
Im Oktober 2024 wurden mit zwei jeweils 480 Tonnen schweren Güterzügen Belastungstests durchgeführt.
Nach Abschluss der Bauarbeiten plant die benachbarte Wilhelma vor ihrem Haupteingang am Neckar eine kleine Anlage für Zwergflusspferde einzurichten.

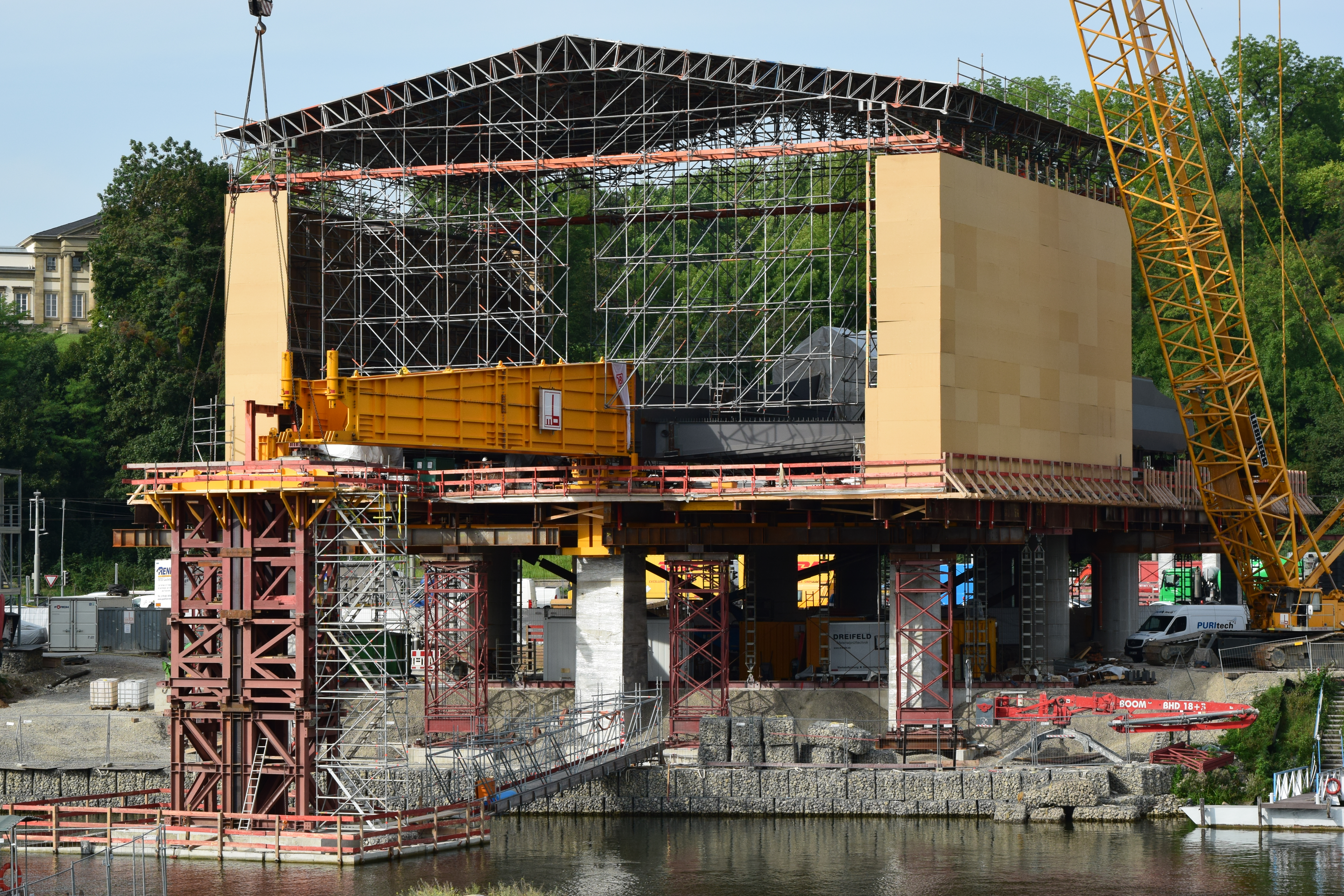
Bauzustand nach dem Einschieben des ersten Taktes
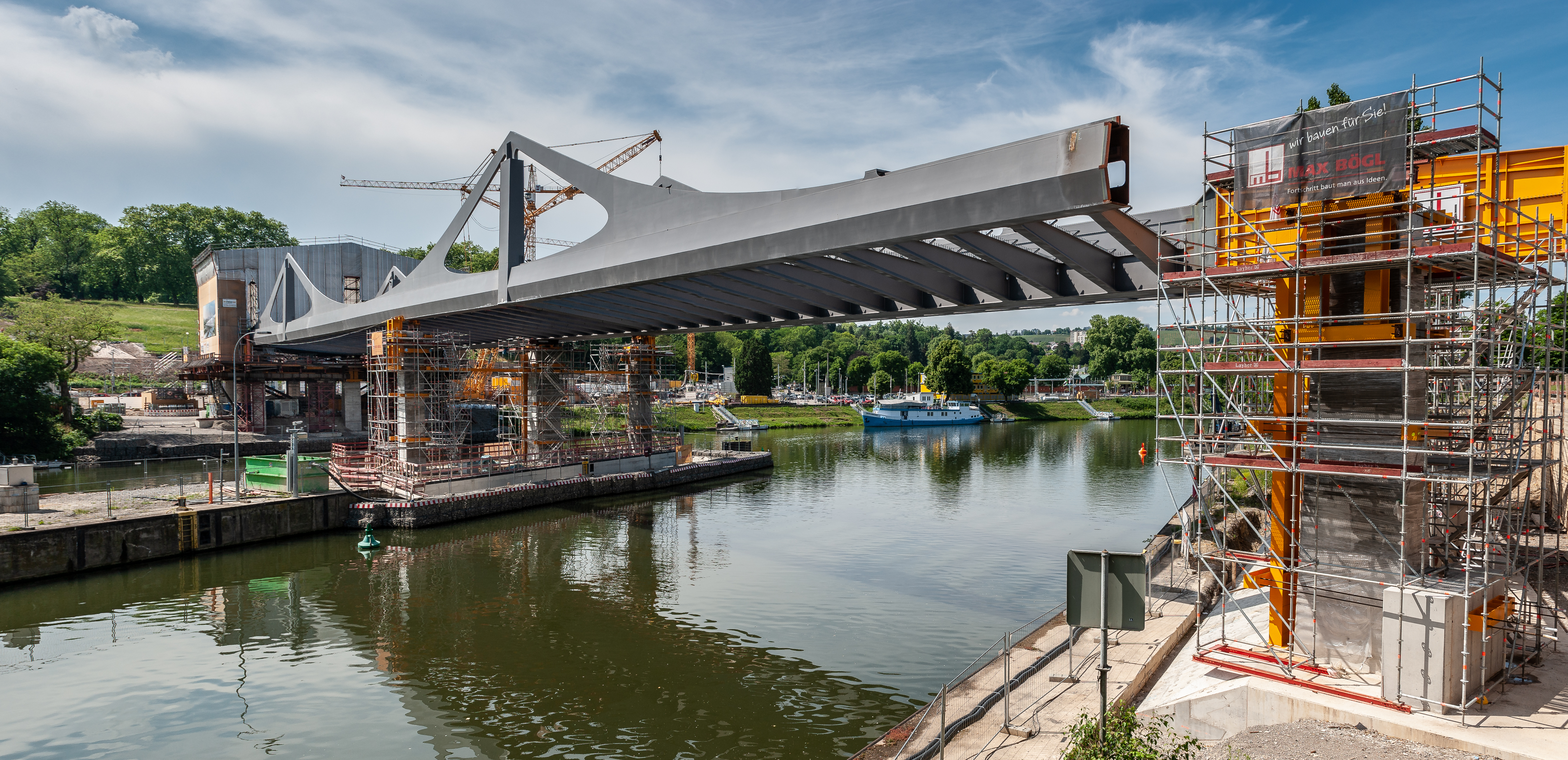
Bauzustand Mai 2018
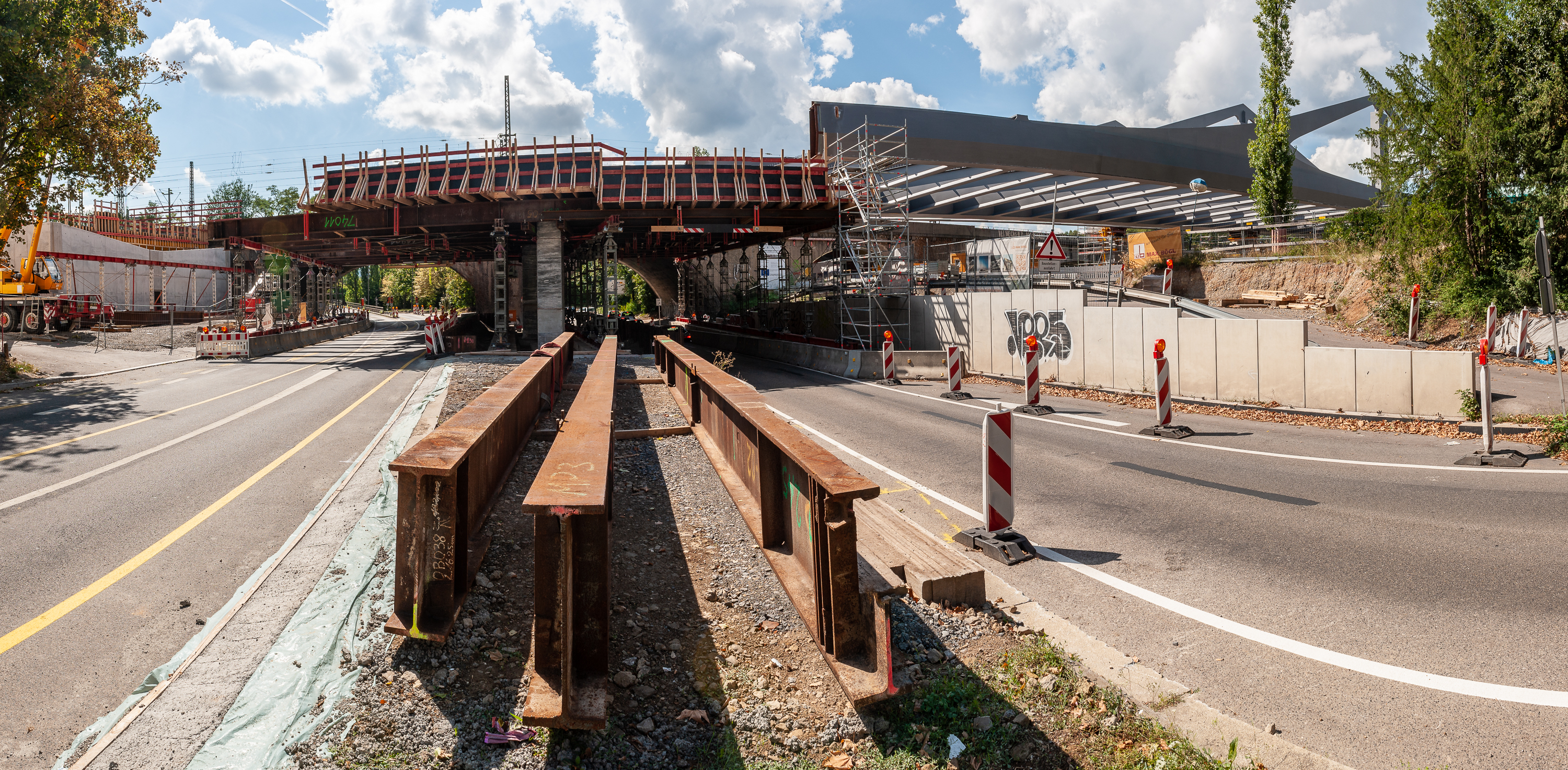
Bauzustand August 2018 nach dem letzten Schiebetakt
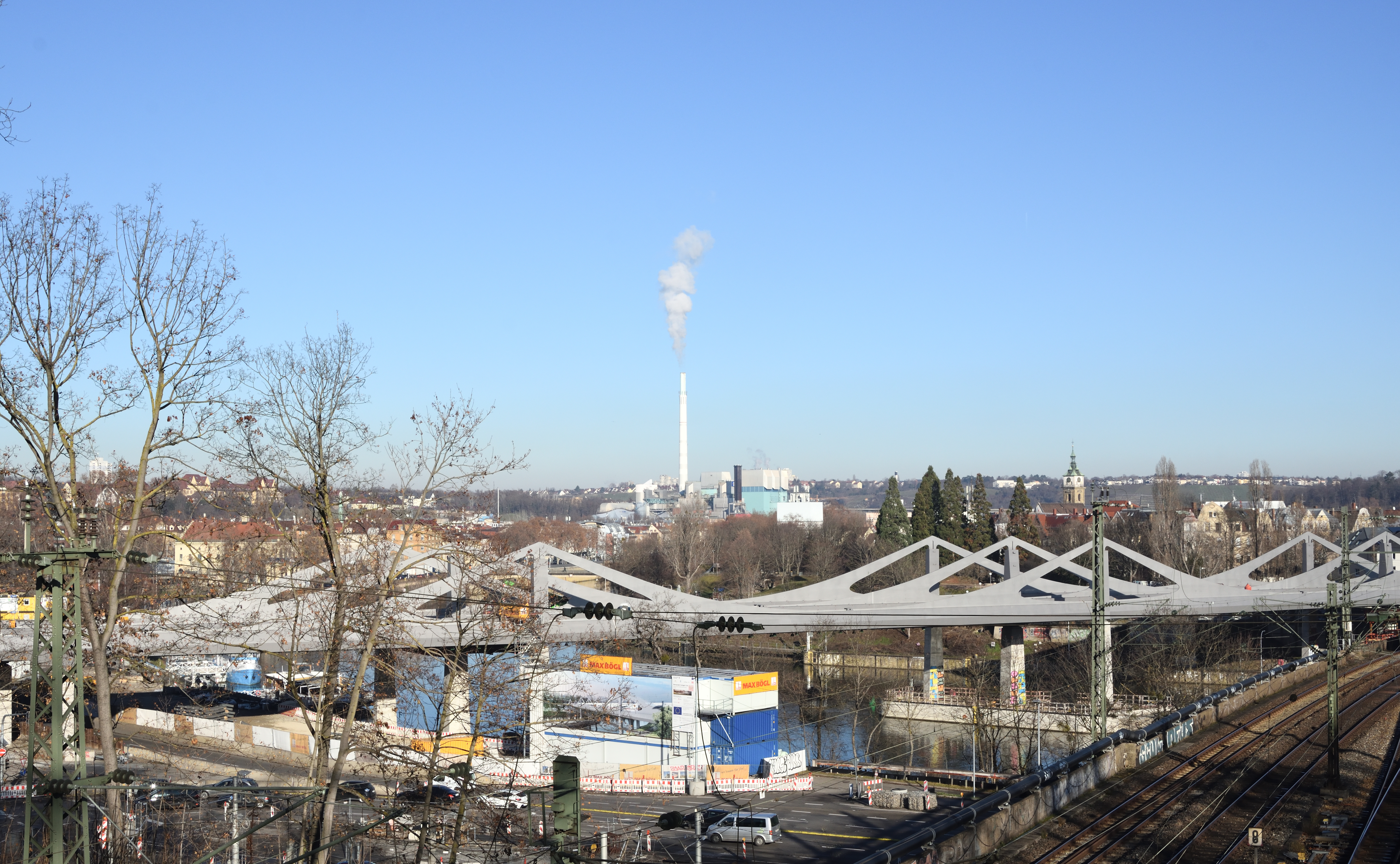
Bauzustand Januar 2020
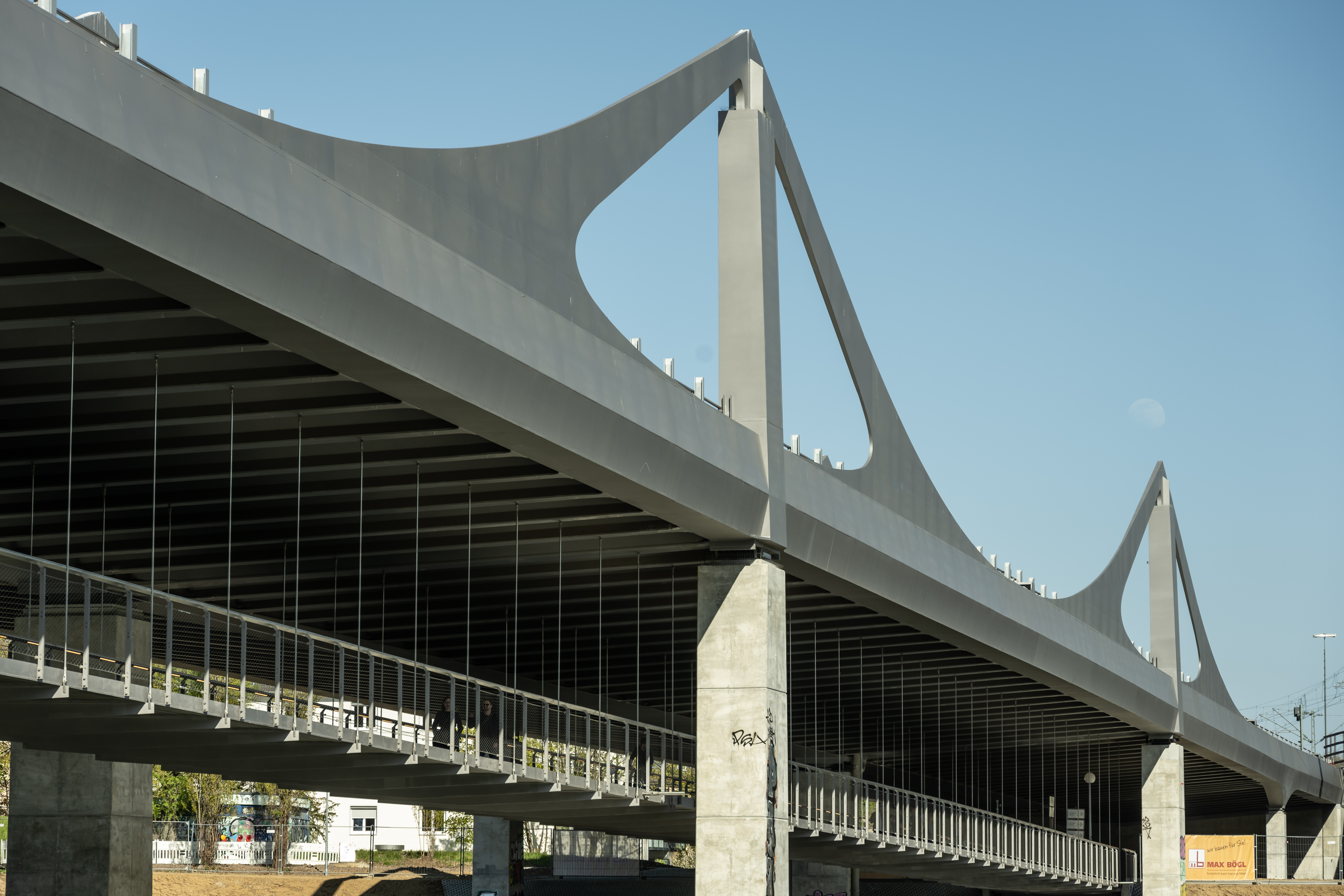
Bauzustand April 2021 mit dem untergehängten Steg
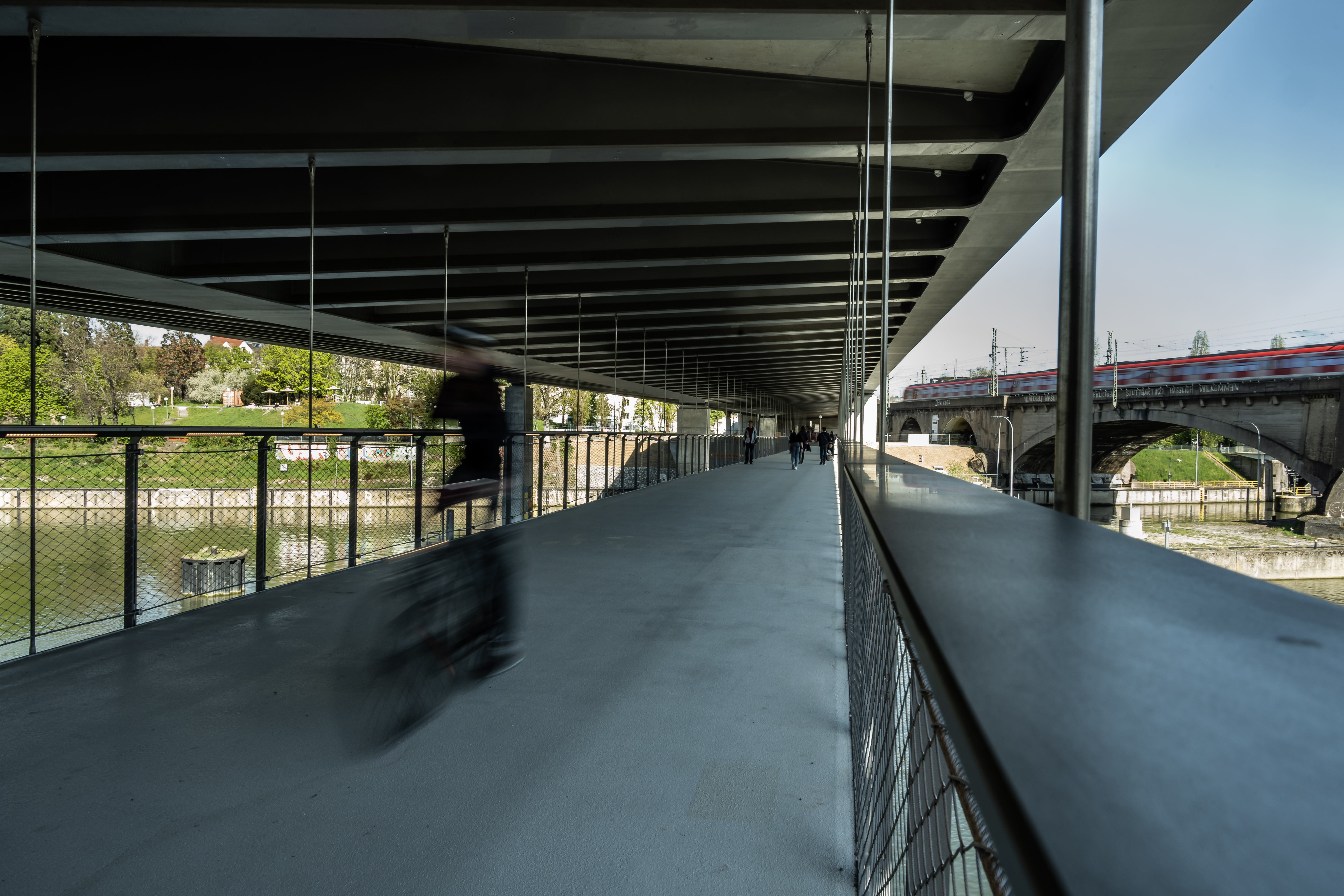
Fußgänger- und Radsteg, erster Bauabschnitt
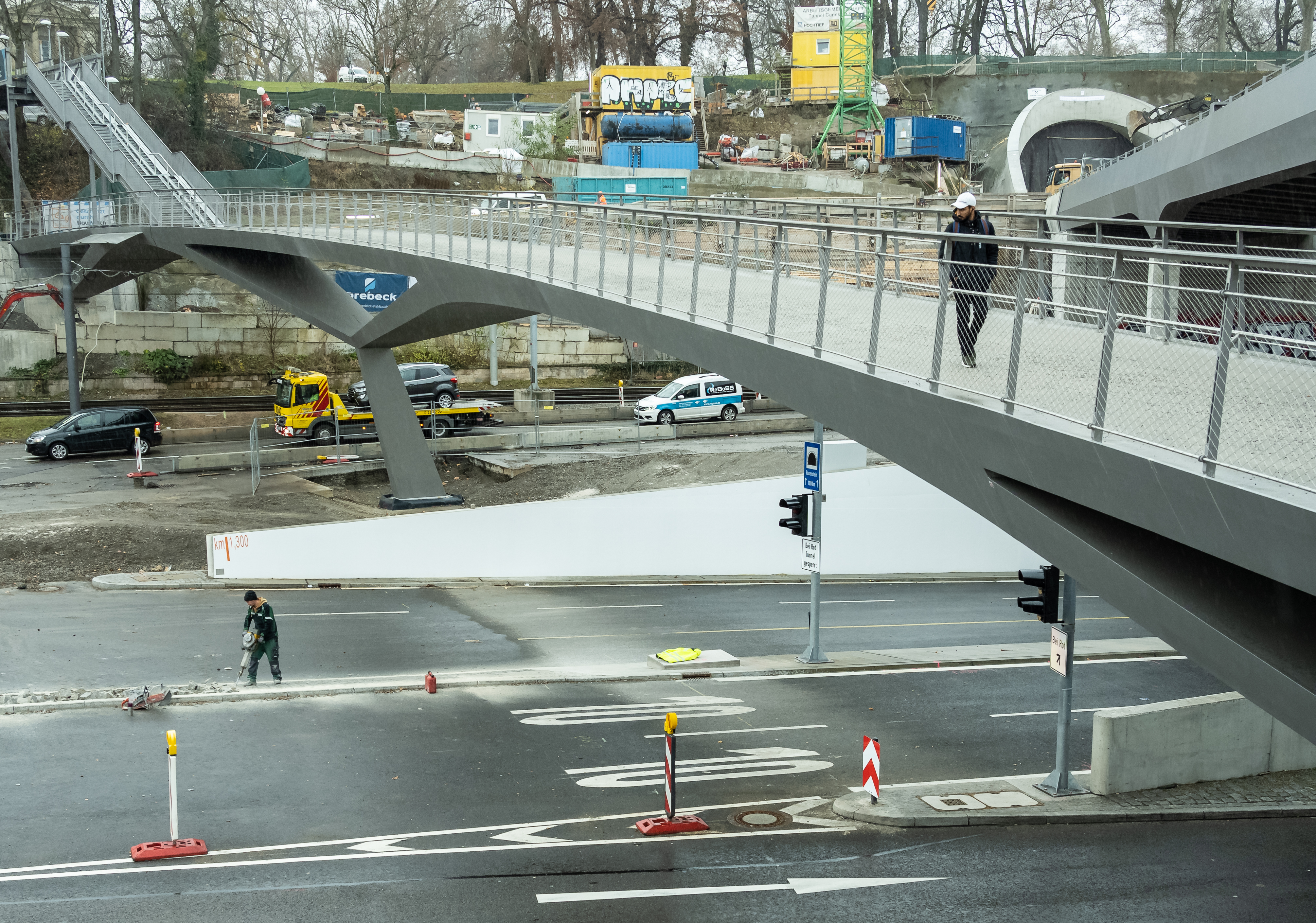
Fußgänger- und Radsteg, zweiter Bauabschnitt (Dezember 2021)
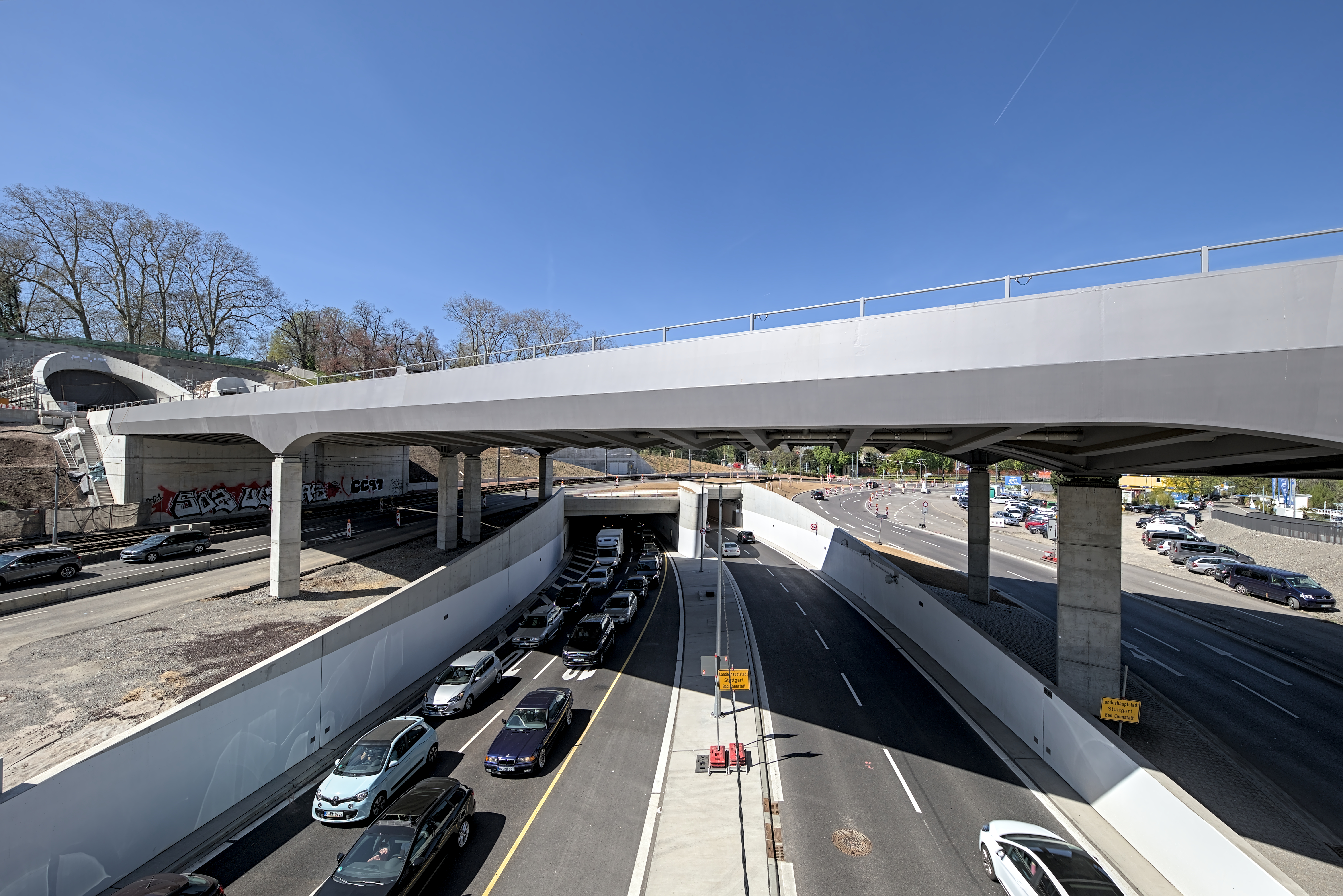
Neckarbrücke mit daran anschließendem Tunnel Bad Cannstatt und Rosensteintunnel. Darunter der Rosenstein-Straßentunnel (April 2022)
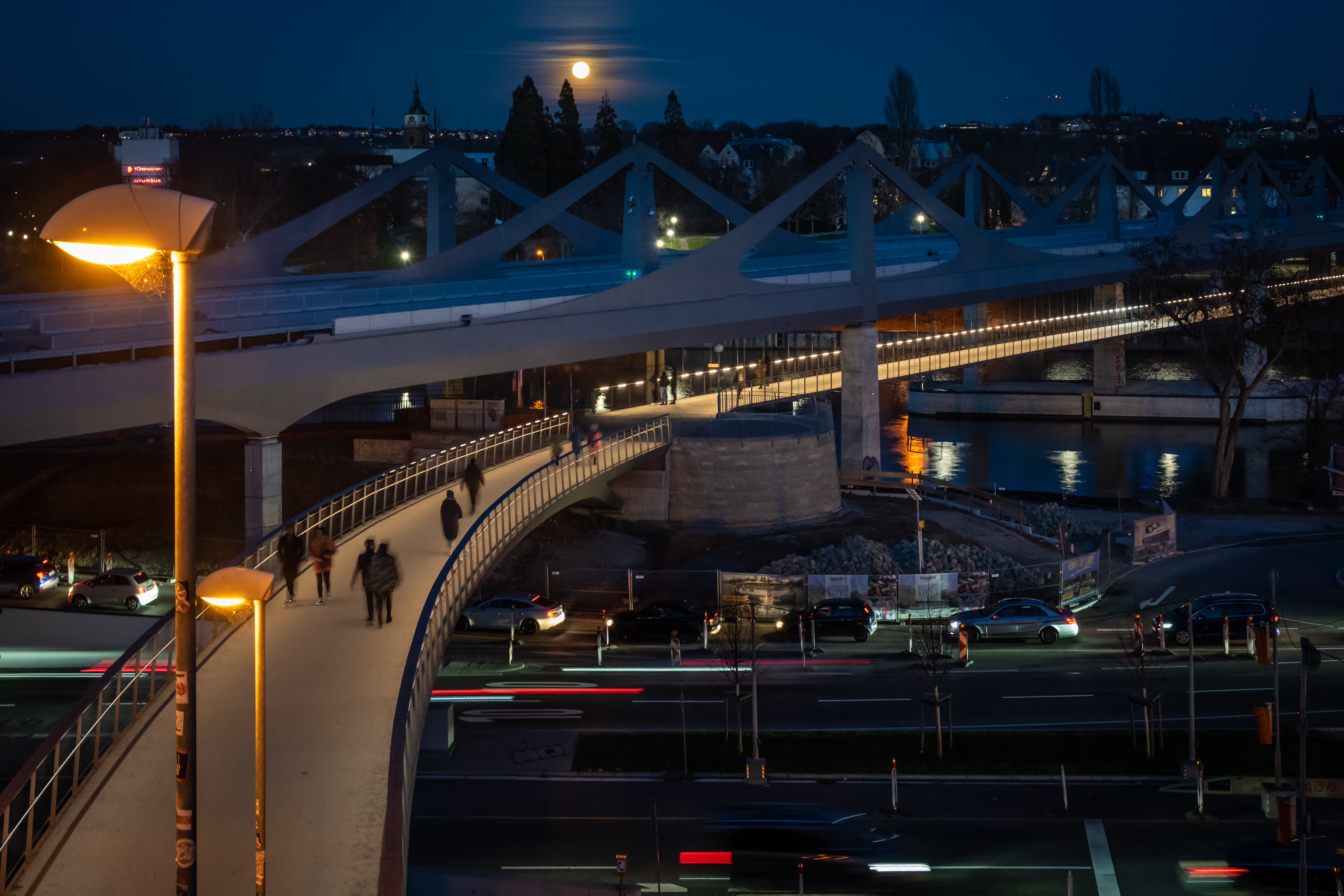
Beleuchtung des Fußgängerstegs

## Technik
Die Brücke ist 345 m lang, 25 m breit und 7000 t schwer. Sie wird von 19 Betonstützen getragen, mit Spannweiten bis zu rund 80 m.
Die Stahlsegel des Brückentragswerks bestehen aus hochfestem, 70 bis 125 mm dickem Feinkornstahl. Sie sollen auch dem Schallschutz dienen, wie auch ein schallabsorbierend ausgeführter Betontrog sowie Unterschottermatten. Im Anschluss an die Brücke soll ferner eine drei Meter hohe Schallschutzwand entstehen. Dadurch sollen die Lärmimmissionen in den angrenzenden Wohn- und Mischgebieten zurückgehen und allenfalls geringfügig steigen.
Auf der Brücke ist ein konventioneller Schotteroberbau vorgesehen. In der Flussmitte und auf der Mole beidseitig des Neckars sind im Uferbereich 3x3 Betonpfeiler ausgeführt, in den Vorlandbereichen Stahlstützen.
Der Trog des anschließenden Tunnels ist das landseitige Auflager der Vorlandbrücke und wird mit der Betonfahrbahn der Brücke verbunden.